# AO Leporis
Désignations
AO Leporis (abrégé en AO Lep) est une lointaine étoile géante située à environ 1 880 pc (∼6 130 al), dans la direction de la constellation du Lièvre. Cette étoile a été découverte par Norman L. Markworth en 1974. Markworth a identifié l'étoile comme une variable de type RR Lyrae variant d'une magnitude apparente de 11,89 à 12,86 sur une courte période d'environ 0,56 jour.
Les mesures de Markworth ont révélé une variable pulsante avec une courte période mais des mesures du satellite Gaia et du Wide-Angle Search for Planets ont permis d'affiner les mesures des variations de l'étoile à une variable de type RR Lyrae avec une période de 0,56 jour. Les amplitudes des variations sont quant à elles irrégulières et elles peuvent aller d'une magnitude apparente de 11,89 à 12,46 pour les hausses de luminosité et de 12,53 à 12,86 pour les baisses de luminosité,[Pas dans la source]. Cette étoile est une variable de type RR Lyrae ce qui signifie qu'elle a consommé l'hydrogène de son cœur, évolué loin de la séquence principale et est passée par le stade de géante rouge. Son énergie est maintenant produite par la fusion thermonucléaire de l'hélium de son cœur et l'étoile est entrée dans un stade évolutif appelé la branche horizontale. La température effective de l'enveloppe extérieure d'une étoile comme AO Lep va s'accroître graduellement au cours du temps.